# دهه ۶۲۰ (پیش از میلاد)
دهه ۶۲۰ (پیش از میلاد) ۶۲مین دهه قبل از مبدا شروع تقویم میلادی است.